# Circondario di Darkehmen
Il circondario di Darkehmen (nel 1938 ribattezzato circondario di Angerapp in seguito alla ridenominazione del capoluogo), era un circondario tedesco, nella regione della Prussia Orientale. Esistette dal 1818 al 1945.

## Suddivisione
Al 1º gennaio 1945 il circondario comprendeva la città di Angerapp, 162 comuni e 2 Gutsbezirk.